# Agostino de Vivo
Agostino de Vivo (Tramonti, ... – Tramonti, 1º dicembre 1581) è stato un presbitero, teologo e filosofo italiano, eremitano di Sant'Agostino. 
Direttore spirituale della chiesa di Santa Maria la Nova per 10 anni qui compose il libro:  Studio di vera Sapienza, Macerata, Sebastiano Martellini, 1585.. Alla morte fu sepolto davanti all'altare maggiore della Chiesa di San Felice di Tenna.